# Municipio de Cummins
El municipio de Cummins (en inglés: Cummins Township) es un municipio ubicado en el condado de Pocahontas en el estado estadounidense de Iowa. En el año 2010 tenía una población de 263 habitantes y una densidad poblacional de 2,77 personas por km².

## Geografía
El municipio de Cummins se encuentra ubicado en las coordenadas 42°51′54″N 94°44′17″O / 42.86500, -94.73806. Según la Oficina del Censo de los Estados Unidos, el municipio tiene una superficie total de 95.06 km², de la cual 95,01 km² corresponden a tierra firme y (0,05 %) 0,05 km² es agua.

## Demografía
Según el censo de 2010, había 263 personas residiendo en el municipio de Cummins. La densidad de población era de 2,77 hab./km². De los 263 habitantes, el municipio de Cummins estaba compuesto por el 95,82 % blancos, el 0,76 % eran amerindios, el 0,38 % eran asiáticos, el 0,38 % eran isleños del Pacífico y el 2,66 % eran de una mezcla de razas. Del total de la población el 3,8 % eran hispanos o latinos de cualquier raza.